# Rippenfraktur

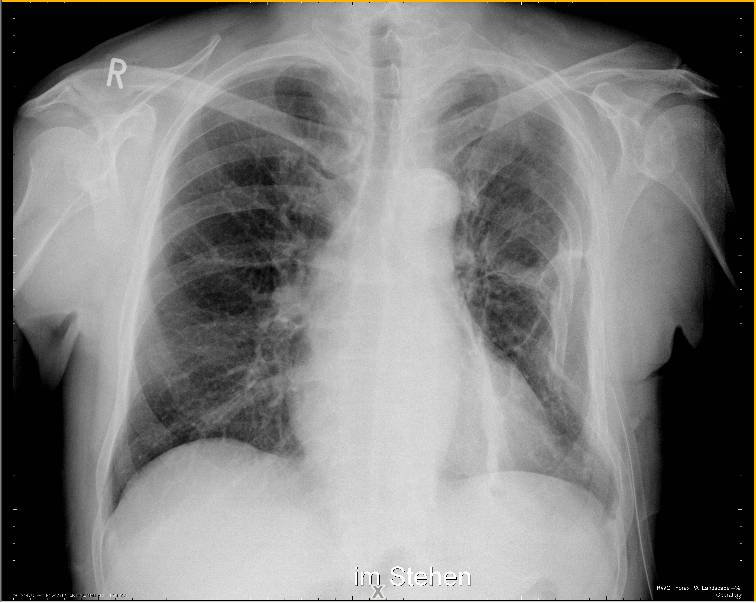
Rippenserienfraktur links mit Beteiligung der 2. bis 10. Rippe.

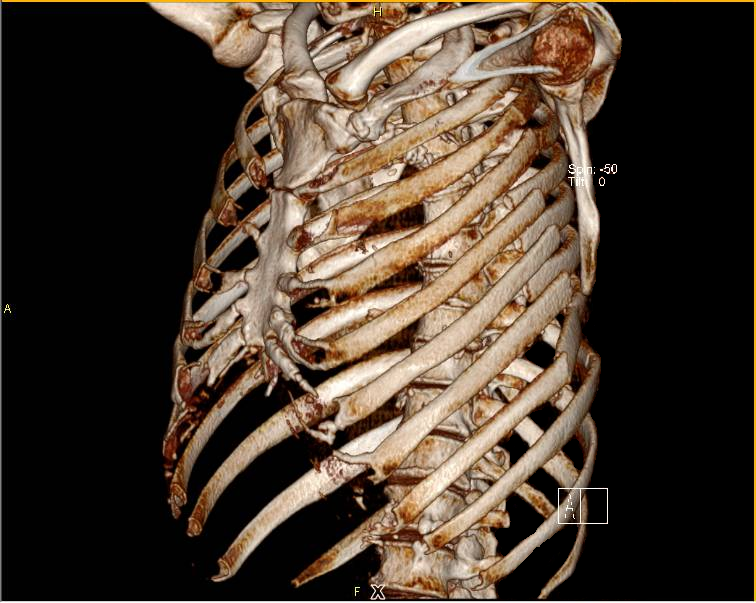
3D-Rekonstruktion der CT-Untersuchung. Besonders auffällig sind die stark verschobenen (dislozierten) Frakturen der 5. bis 7. Rippe.

Ein Rippenbruch oder eine Rippenfraktur ist eine Verletzung einer oder mehrerer Rippen mit teilweisem oder komplettem Bruch (Fraktur) der Knochenstruktur. Sind mehrere benachbarte Rippen derselben Körperseite betroffen, spricht man von einer Rippenserienfraktur, ist eine einzelne Rippe mehrmals gebrochen, von einer Rippenreihenfraktur. Auch der knorpelige Teil der Rippen kann brechen, dies ist jedoch weitaus seltener und schwerer nachweisbar.

## Häufigkeit und Bedeutung
Rippenfrakturen sind häufig. Wegen ihrer meist guten Abheilung ist der Verlauf der Verletzung häufig unkompliziert. Allerdings muss ein Patient mit Rippenfraktur oft mehrere Tage bis Wochen, je nach alltäglicher Aktivität, arbeitsunfähig geschrieben werden, somit ist das Krankheitsbild gesundheitsökonomisch von nicht unerheblicher Bedeutung.

## Risikofaktoren
Einer Rippenfraktur geht meist eine erhebliche Gewalteinwirkung voraus. Meistens sind Rippenfrakturen die Folge eines Thoraxtraumas. Tritt eine Rippenfraktur spontan oder bei einem inadäquaten Trauma auf, muss man an eine Grunderkrankung wie Osteoporose oder Knochenmetastasen denken.
Risikofaktoren für eine Rippenfraktur sind:
- Bestimmte Sportarten
- Altersschwäche
- Misshandlungen
- Reanimation
- Knochenmetastasen
- Osteoporose
- Starker Husten

## Diagnose
Die Diagnose einer Rippenfraktur ist oft schon vom Tastbefund her möglich. Der starke Schmerz und ein knirschendes Geräusch (Krepitation) bei Bewegung sind wegweisend. Bei größerer Verschiebung der Rippen lässt sich die Fraktur in Röntgenaufnahmen des Thorax in mehreren Ebenen nachweisen. Auch die Bildgebung mittels CT kann eine Rippenfraktur aufzeigen.
Brüche ohne Dislokation (Verschiebungen der Bruchränder) wurden früher oft als Prellung fehlgedeutet, sie sind häufig nur mit dem Ultraschall darstellbar.
Zum Ausschluss weiterer Verletzungen kann ein Ultraschall des Bauchraumes, der Pleura und des Herzens nötig sein.

## Behandlung
Die Behandlung erfolgt in der Regel konservativ. Der Patient erhält eine Aufklärung über die Erkrankung und wird auf einen etwa zwei- bis dreiwöchigen Krankheitsverlauf aufmerksam gemacht. Die Schmerzen können mit Schmerzmitteln behandelt werden. Eine Ruhigstellung durch einen Gips oder eine Verplattung sind nicht üblich. Bei Komplikationen wie starker Luftnot muss der Patient erneut geröntgt werden, um ein Kollabieren der Lunge (Pneumothorax) oder einen Bluterguss (Hämatothorax) auszuschließen.

## Komplikationen
Im Allgemeinen heilen Rippenbrüche gut ab. Manchmal kommt es im Rahmen der Rippenfraktur zu einem Pneumothorax, einer Lungenkontusion oder einer Einblutung in die Lunge oder den Brustkorb.
Gefürchtet ist eine Verletzung der Milz durch eine Einspießung der Rippen oder eine eigenständige Milzruptur. Insofern ist bei einer Symptomatik unter dem linken Rippenbogen eine stationäre Aufnahme ratsam oder es sind gründliche, auch wiederholte Untersuchungen sinnvoll.
Schmerzbedingt kann es zu einer verminderten Atembewegung und dadurch zu einer verminderten Belüftung der Lunge kommen. Dadurch kann sich eine Lungenentzündung entwickeln.
Bei ausgedehnten Rippenserienfrakturen kann ein  instabiler Brustkorb mit paradoxer Atmung resultieren.
Ein Hautemphysem, eine Ansammlung von Luft unter der Haut, die beim Tasten ein Knistern verursacht, ist harmlos, deutet aber auf einen Pneumothorax oder eine Verletzung anderer lufthaltiger Organe hin.